# 2001 no cinema
As estreias das franquias de filmes Harry Potter e O Senhor dos Anéis provocaram uma mudança nas comunidades cinematográfica e literária ao levar a fantasia para a cultura popular, popularizar romances para jovens adultos e reformar os sucessos de bilheteria para promover franquias de filmes e atender às comunidades de fãs.

## Bilheteria
Os 10 principais filmes lançados em 2001 por arrecadação mundial são os seguintes:
| Ranque | Título                                            | Distribuidor    | Bilheteria global |
| ------ | ------------------------------------------------- | --------------- | ----------------- |
| 1      | Harry Potter and the Philosopher's Stone          | Warner Bros.    | US$ 974,755,371   |
| 2      | The Lord of the Rings: The Fellowship of the Ring | New Line        | US$ 883,726,270   |
| 3      | Monsters, Inc.                                    | Buena Vista     | US$ 528,773,250   |
| 4      | Shrek                                             | DreamWorks      | US$ 487,853,320   |
| 5      | Ocean's Eleven                                    | Warner Bros.    | US$ 450,717,150   |
| 6      | Pearl Harbor                                      | Buena Vista     | US$ 449,220,945   |
| 7      | The Mummy Returns                                 | Universal       | US$ 435,040,395   |
| 8      | Jurassic Park III                                 | Universal       | US$ 368,780,809   |
| 9      | Planet of the Apes                                | Fox             | US$ 362,211,740   |
| 10     | Hannibal                                          | MGM / Universal | US$ 351,692,268   |

Harry Potter e a Pedra Filosofal arrecadou 975 milhões de dólares originalmente nas bilheterias globais, porém conseguiu passar de um bilhão em arrecadação após seu relançamento temporário em 2020.

## Eventos

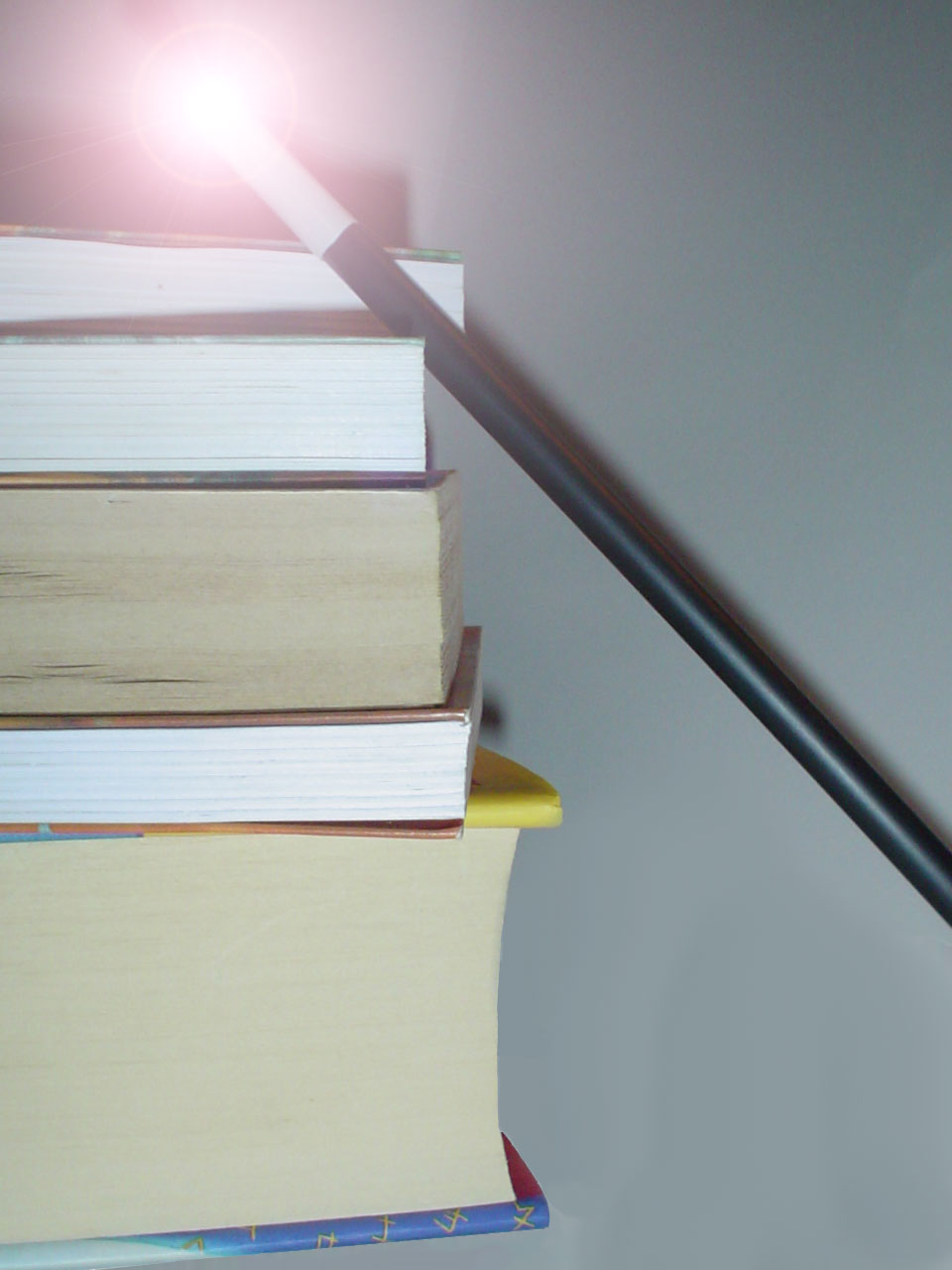
4 de Novembro - É lançado Harry Potter e a Pedra Filosofal, o primeiro filme da série Harry Potter.

- Prêmios Globo de Ouro de 2001
- Oscar 2001

## Nascimentos
| Data            | Nome                 | Profissão                  | Nacionalidade  | Observações | Ref |
| --------------- | -------------------- | -------------------------- | -------------- | ----------- | --- |
| 1 de Janeiro    | Angourice Rice       | atriz                      | Austrália      |             |     |
| 18 de Janeiro   | Filipe Bragança      | ator                       | Brasil         |             |     |
| 6 de fevereiro  | Gabriel Guevara      | ator                       | Espanha        |             |     |
| 19 de Fevereiro | David Mazouz         | ator                       | Estados Unidos |             |     |
| 21 de Fevereiro | Lívia Inhudes        | atriz                      | Brasil         |             |     |
| 6 de Março      | Milo Manheim         | ator                       | Estados Unidos |             |     |
| 31 de Março     | Noah Urrea           | ator                       | Estados Unidos |             |     |
| 18 de Abril     | Luisa González       | atriz                      | Brasil         |             |     |
| 25 de Abril     | Yoon Chan-young      | ator                       | Coreia do Sul  |             |     |
| 3 de Maio       | Rachel Zegler        | atriz                      | Estados Unidos |             |     |
| 23 de Maio      | Matt Lintz           | ator                       | Estados Unidos |             |     |
| 27 de Maio      | Izabela Vidovic      | atriz                      | Estados Unidos |             |     |
| 1 de Junho      | Duda Reis            | atriz                      | Brasil         |             |     |
| 9 de Junho      | Xolo Maridueña       | ator                       | Estados Unidos |             |     |
| 2 de Julho      | Abraham Attah        | ator                       | Gana           |             |     |
| 10 de Julho     | Isabela Merced       | atriz                      | Estados Unidos |             |     |
| 21 de Julho     | Azul Guaita          | atriz                      | México         |             |     |
| 5 de Agosto     | Josie Totah          | atriz                      | Estados Unidos |             |     |
| 6 de Agosto     | Ty Simpkins          | ator                       | Estados Unidos |             |     |
| 21 de Agosto    | Fhelipe Gomes        | ator                       | Brasil         |             |     |
| 1 de Setembro   | Cory Gruter-Andrew   | ator                       | Canadá         |             |     |
| 3 de Setembro   | Kaia Gerber          | atriz                      | Estados Unidos |             |     |
| 6 de Setembro   | Freya Allan          | atriz                      | Reino Unido    |             |     |
| 12 de Setembro  | Laura Barreto        | atriz                      | Brasil         |             |     |
| 19 de Setembro  | D'Pharaoh Woon-A-Tai | ator                       | Canadá         |             |     |
| 1 de Outubro    | Luna Blaise          | atriz                      | Estados Unidos |             |     |
| 8 de outubro    | Percy Hynes White    | ator                       | Canadá         |             |     |
| 13 de Outubro   | Caleb McLaughlin     | ator                       | Estados Unidos |             |     |
| 14 de Outubro   | Rowan Blanchard      | atriz                      | Estados Unidos |             |     |
| 7 de Novembro   | Amybeth McNulty      | atriz                      | Canadá         |             |     |
| 12 de Novembro  | Raffey Cassidy       | atriz                      | Reino Unido    |             |     |
| 15 de Novembro  | Sadie Stanley        | atriz                      | Estados Unidos |             |     |
| 4 de Dezembro   | Giovanna Chaves      | atriz, dubladora e cantora | Brasil         |             |     |
| 16 de Dezembro  | Sebastian Croft      | ator                       | Inglaterra     |             |     |

## Mortes
| Data            | Nome                 | Profissão                           | Nacionalidade  | Observações | Ref |
| --------------- | -------------------- | ----------------------------------- | -------------- | ----------- | --- |
| 8 de fevereiro  | Artur Semedo         | ator, produtor e realizador         | Portugal       | n. 1924     |     |
| 15 de fevereiro | Burt Kennedy         | roteirista e cineasta               | Estados Unidos | n. 1922     |     |
| 28 de abril     | Ken Hughes           | argumentista, produtor e realizador | Reino Unido    | n. 1922     |     |
| 14 de maio      | Mauro Bolognini      | argumentista e realizador           | Itália         | n. 1922     |     |
| 3 de junho      | Anthony Quinn        | ator                                | Estados Unidos | n. 1915     |     |
| 23 de junho     | Corinne Calvet       | atriz                               | França         | n. 1925     |     |
| 27 de junho     | Jack Lemmon          | ator                                | Estados Unidos | n. 1925     |     |
| 24 de agosto    | Jane Greer           | atriz                               | Estados Unidos | n. 1924     |     |
| 15 de Setembro  | Frederick de Cordova | cineasta e produtor de TV           | Estados Unidos | n. 1910     |     |
| 19 de setembro  | Cláudio Mamberti     | ator                                | Brasil         | n. 1940     |     |
| 13 de Maio      | Jason Miller         | Ator                                | Estados Unidos |             |     |
| 9 de outubro    | Herbert Ross         | cineasta e coreógrafo               | Estados Unidos | n. 1927     |     |
| 29 de novembro  | Budd Boetticher      | cineasta                            | Estados Unidos | n. 1916     |     |